# Tigre (distrito)
O Distrito peruano de Tigre é um dos cinco distritos que formam a Província de Loreto, situada no Departamento de Loreto, pertencente a Região Loreto, Peru.

## Transporte
O distrito de Tigre é servido pela seguinte rodovia:
- LO-100, que liga o distrito de Alto Nanay à cidade de Manseriche [1][2][3]